# 森三郎
森 三郎（もり さぶろう、1911年1月25日 - 1993年8月27日）は、愛知県碧海郡刈谷町（現・刈谷市）出身の童話作家・編集記者。書誌学者の森銑三は16歳年上の兄である。新美南吉、坪田譲治、平塚武二らとともに『赤い鳥』の作家として活躍した。

## 経歴

### 幼年期

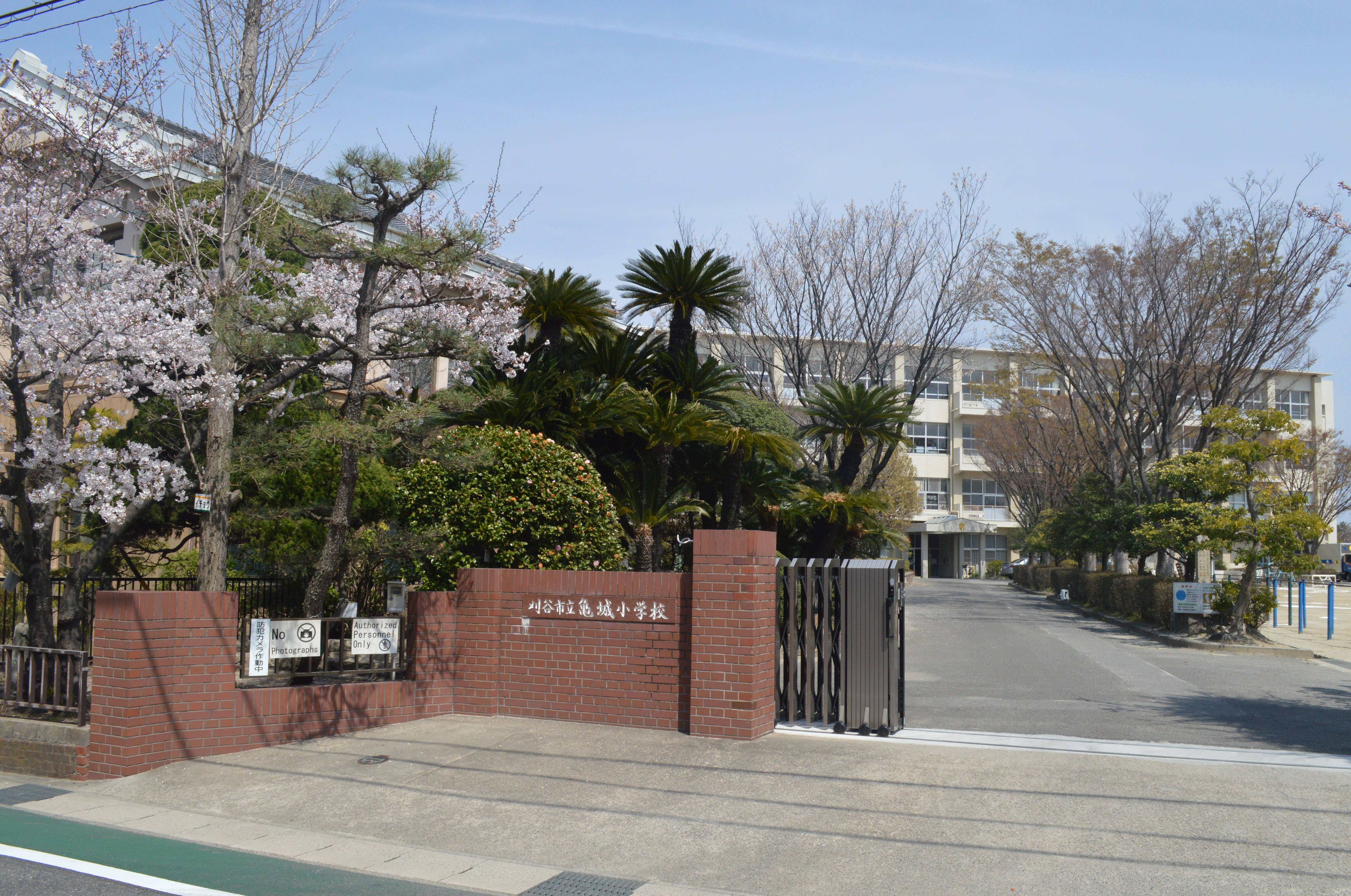
森三郎が学んだ亀城小学校

1911年（明治44年）1月25日、愛知県碧海郡刈谷町（現・刈谷市）に生まれた。兄が2人、姉が1人おり、4人兄弟姉妹の末子（三男）である。父親の森五市は呉服商だった。父親は好んで昔話を語る人であり、母親は書物を大切にする人だった。
1917年（大正6年）に亀城小学校に入学し、小学校時代には鈴木三重吉の『世界童話集』を読んでいた。1918年（大正7年）に鈴木三重吉が児童雑誌『赤い鳥』を創刊すると、兄の森銑三によって与えられた創刊号を読んで没頭した。同年には兄の銑三が亀城小学校の代用教員となっており、銑三は教室で児童たちと『赤い鳥』を読むなどしていた。銑三が上京する際には『赤い鳥』の既刊を譲り受けており、東京からは三郎宛てに『赤い鳥』の新刊が送られ続けた。

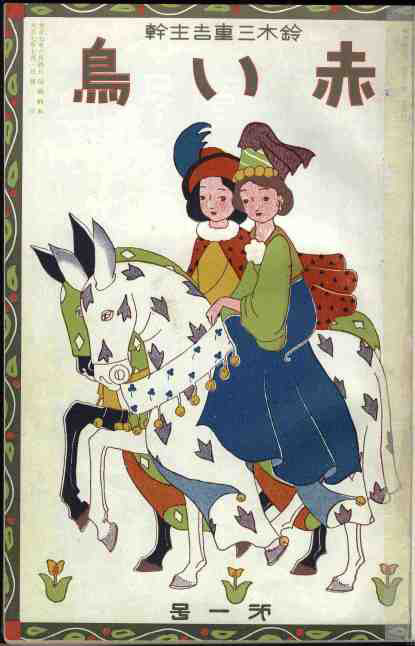
熱心に寄稿した『赤い鳥』（創刊号）

8歳だった1919年（大正8年）には、兄の銑三が代理で『赤い鳥』に応募した作品が選外佳作となり、誌面に名前が掲載された。1921年（大正10年）には兄の銑三らが創刊した童謡誌『小さな星』に4編が掲載された。1923年（大正12年）4月には『金の星』への投稿作品が佳作に、同月には『童話』への投稿作品が選外佳作に、5月には同じく『童話』への投稿作品が入選している。1925年（大正14年）までは『童話』に多数の作品を投稿し、8編が入選、4編が選外佳作に選ばれている。自ら『赤い鳥』に投稿したことはなかったが、三郎は『赤い鳥』に強く傾倒していた。

### 『赤い鳥』時代

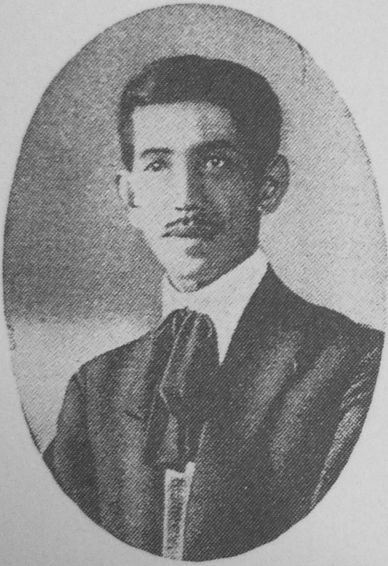
童話の指導を受けた鈴木三重吉

14歳だった1925年には亀城小学校高等科を卒業して上京し、5年間を東京の川上児童楽劇団で過ごした。川上児童楽劇団は川上貞奴が晩年の情熱を傾けた劇団であり、相談役に久留島武彦、音楽に高階哲夫や高階満寿、舞踊に高田雅夫などを擁していた。1929年（昭和4年）には『赤い鳥』が休刊となるが、1931年（昭和6年）に『赤い鳥』が復刊されると、3月号には茅原順三の筆名で投稿した作品が掲載された。3月には千葉省三らによる同人誌『童話文学』にも本名で投稿した作品が掲載されている。『赤い鳥』には毎号のように作品が採用され、複数の筆名で一号につき2-3作品が掲載されることも珍しくなかった。日本の古典や昔話、国外文学の再話と、森三郎は広いジャンルの作品を書く器用さがあった。
1932年（昭和7年）1月には鈴木三重吉を訪問して創作活動の指導を受け、21歳だった6月には赤い鳥社に入社して編集や作品執筆に携わった。他誌の影響で『赤い鳥』への投稿が減ると、森自らがサクラとして『赤い鳥』に投稿することもあったとされる。
1936年（昭和11年）に鈴木三重吉が亡くなると、森が企画編集した「鈴木三重吉追悼号」（『赤い鳥』10月号）が赤い鳥社から刊行された。『赤い鳥』は追悼号を最後に休刊となったが、それまでに森三郎が同誌に発表した作品は判明しているだけで119編あり、用いた筆名は本名を含めて46にも及んでいる。

### 戦時中
1941年（昭和16年）冬頃からは政教社で『日本及日本人』の校正に従事した。同年に太平洋戦争が開戦すると、物資が欠乏したことで戦意高揚のための読み物以外は出版が難しくなったものの、帝国教育会出版部の与田準一ら友人たちの尽力もあって、終戦までに単行本を4冊（『昔の笑ひばなし』中央公論社、『かさゝぎ物語』帝国教育会出版部、『うぐひすの謡』拓南社、『雪こんこんお寺の柿の木』泰光堂）出版している。
1945年（昭和20年）3月には東京大空襲で本郷の住居を失い、牛込の与田凖一の下宿を譲り受けた。しかし5月には再び空襲に遭い、故郷の刈谷町に戻って終戦を迎えた。この年には奥谷ゑつと結婚しており、以後は死去するまで刈谷に暮らし続けた。

### 戦後

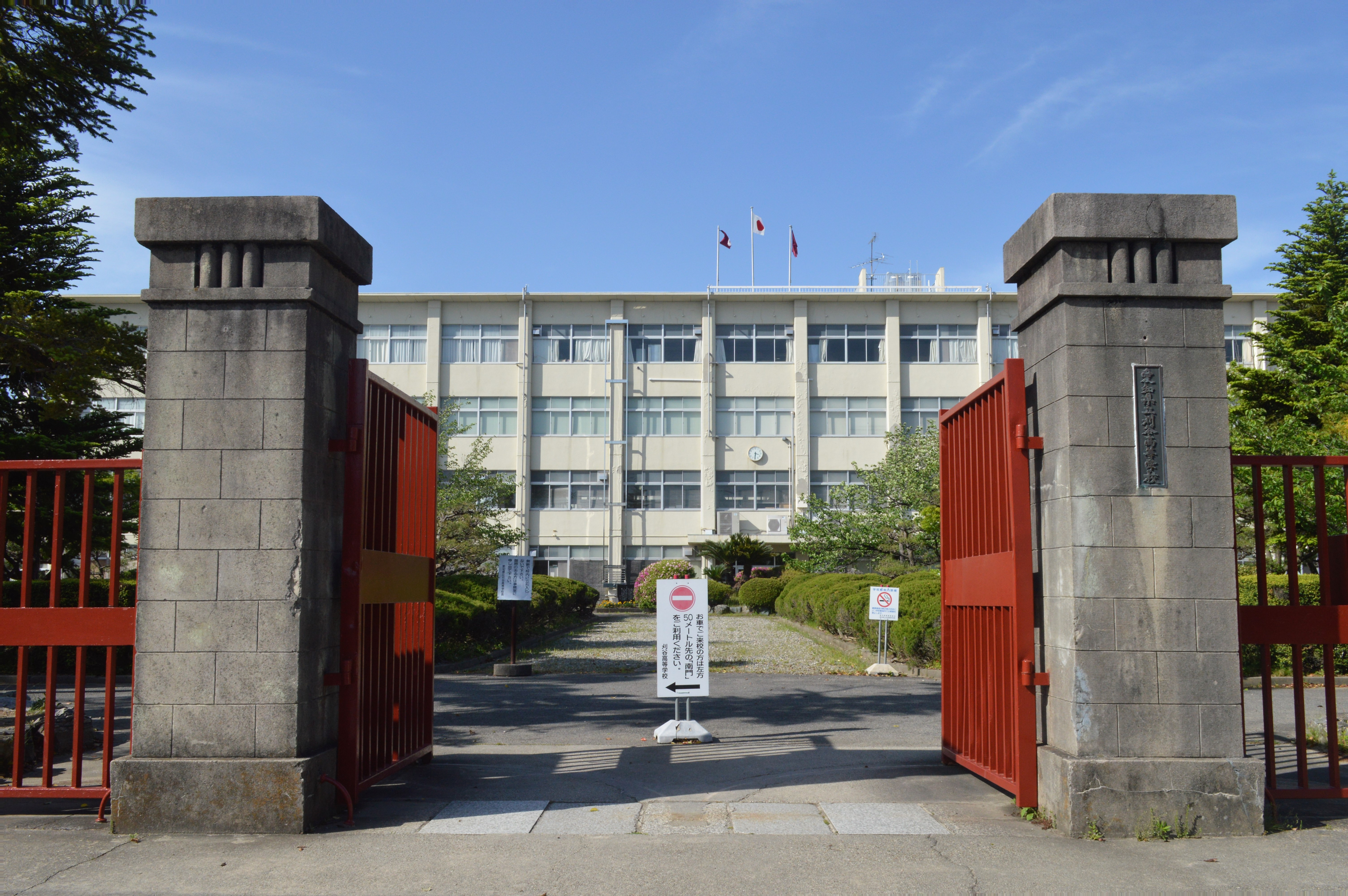
勤務した愛知県立刈谷高等学校

1946年（昭和21年）には長女が生まれ、1948年（昭和23年）には長男が生まれている。1946年の童話『城下町』は刈谷と思しき町を舞台としており、城下町が工業都市に変貌する様子が描かれている。1950年（昭和25年）頃からはNHK大阪放送局などのラジオ番組に童話を寄稿し、大阪で発行されていた同人誌『新児童文学』に投稿するなど、関西の童話作家らとも交流している。1951年（昭和26年）5月からは愛知県立刈谷高等学校に勤務し、図書室などの事務にあたった。1954年には妻ゑつが死去。同年3月で愛知県立刈谷高校の職を辞している。
1958年（昭和33年）頃からは童話や童謡の執筆が少なくなり、『赤い鳥』関連の証言や随筆を多数発表している。同年に小峰書店が刊行した『赤い鳥代表作集』の編集に携わった。1987年（昭和62年）3月には日本児童文学学会東海支部結成準備会が企画した座談会に出席した。親交のあった郷土史家が自伝の執筆を進めても、森は執筆を固辞し続けたという。1993年（平成5年）8月27日、前立腺癌のために死去。82歳だった。刈谷市寺横町の正覚寺に埋葬された。

### 死後
死後の1995年（平成7年）5月には刈谷市が市制45周年記念事業のひとつとして、森三郎の作品集『かささぎ物語』を刊行した。1997年1月には再び刈谷市教育委員会と刈谷市中央図書館が、『かささぎ物語』の続編として『夜長物語』を刊行した。2004年には刈谷市が森三郎童話賞を創設した。

## 作品

### 書籍
- 『昔の笑ひばなし』中央公論社、1942年
- 『かさゝぎ物語』帝国教育会出版部、1942年
- 『うぐひすの謡』拓南社、1943年
- 『雪こんこんお寺の柿の木』泰光堂、1943年
- 『幼年童話集 帽子に化けたクロネコ』東京一陽社、1949年
- 『三年生の童話 お話の泉』東京一陽社長野分室、1949年

### 雑誌
- 「鈴木三重吉研究」『新文明』1958年-1960年
- 「『赤い鳥』の寄稿者たち」『日本古書通信』1958年-1959年
- 「ある老女の話」『新文明』1962年
- 「復刻『赤い鳥』によせて 三重吉の狂いのない目」『図書新聞』1969年
- 「『赤い鳥』と『黒い鳥』」『日本児童文学』1971年
- 「『赤い鳥』の歴史」『赤い鳥名作集月報』1973年
- 「若き日の兄森銑三の思い出」『ふるほん西三河』1985年
- 「写生文と童話」『ももんが』1987年
- 「光の精」『鈴木三重吉[赤い鳥]通信』1989年

## 森三郎童話賞

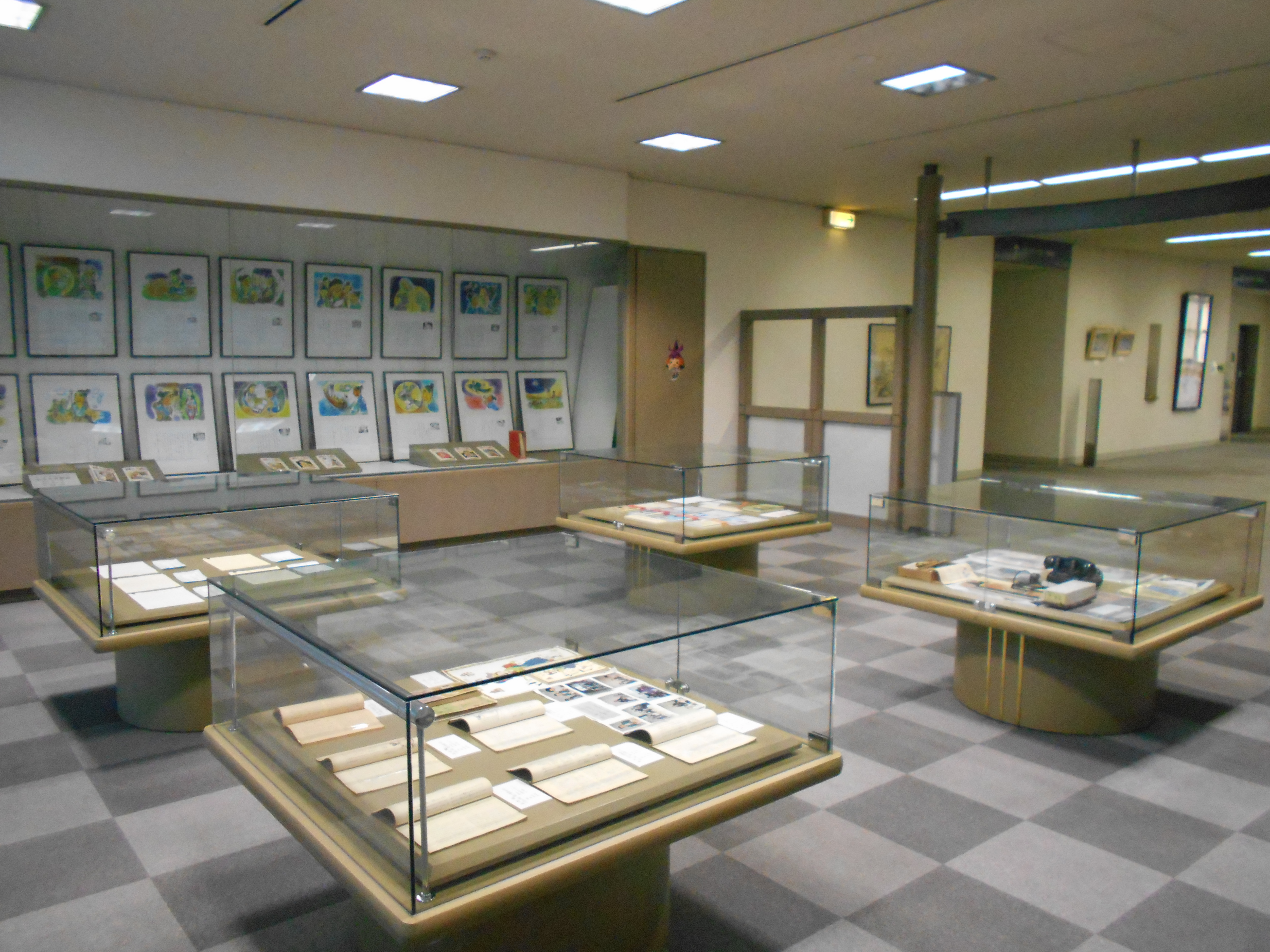
刈谷市中央図書館における森三郎の展示

森三郎の功績を称えて、2004年には刈谷市が森三郎童話賞を創設した。主催は刈谷市と刈谷市教育委員会であり、日本図書館協会・愛知県教育委員会・日本児童文学者協会が後援している。2005年に第1回授賞式が行われ、以後は3年に1回の頻度で開催されている。
刈谷市教育委員会は市内で開催している「読書感想文・創作作文コンクール」を森三郎童話賞子ども部門と称している。2011年に生誕100周年を迎え、2012年には刈谷市民有志が「森三郎刈谷市民の会」を結成した。「森三郎刈谷市民の会」は定期的に読書会「森三郎の作品を読む会」を開催している。
| 回    | 授賞式 | 応募数 | 最優秀賞 受賞者 | 最優秀賞 受賞作                      | 審査員                                                                           |
| ----- | ------ | ------ | --------------- | ------------------------------------ | -------------------------------------------------------------------------------- |
| 第1回 | 2005年 | 563通  | 大谷千晴        | 「きつねのおまもり」                 | 浜たかや（児童文学作家） 藤真知子（児童文学作家） 宮川健郎（児童文学研究者）     |
| 第2回 | 2008年 | 414通  | 前野章          | 「いっちゃんのケータイ」             | 浜たかや（児童文学作家） 藤真知子（児童文学作家） 宮川健郎（児童文学研究者）     |
| 第3回 | 2011年 | 466通  | 飯田一郎        | 「そら色のピラミッド」               | 浜たかや（児童文学作家） 藤真知子（児童文学作家） 宮川健郎（児童文学研究者）     |
| 第4回 | 2014年 | 453通  | まつ みりゅう   | 「ぼくとお兄ちゃんのビックリ大作戦」 | 浜たかや（児童文学作家） 藤真知子（児童文学作家） 宮川健郎（児童文学研究者）     |
| 第5回 | 2017年 | 445通  | 鬼村テコ        | 「カエルのメロン」                   | 浜たかや（児童文学作家） 藤真知子（児童文学作家） 宮川健郎（児童文学研究者）     |
| 第6回 | 2020年 | 374通  | 花田しゅー子    | 「みゆは落とし物名たんてい！」       | 浜たかや（児童文学作家） 藤真知子（児童文学作家） 宮川健郎（児童文学研究者）     |
| 第7回 | 2023年 | 393通  | ツキノ マコト   | 「民謡ガール」                       | 藤真知子（児童文学作家） 宮川健郎（武蔵野大学名誉教授） 山本悦子（児童文学作家） |